# Дарвин, Чарлз
Чарлз Ро́берт Да́рвин (англ. Charles Robert Darwin, английское произношение: [tʃɑːlz 'dɑːwɪn]; 12 февраля 1809[…], Шрусбери, Шропшир — 19 апреля 1882[…], Даун Хаус) — английский натуралист и путешественник, одним из первых пришедший к выводу и обосновавший идею о том, что все виды живых организмов эволюционируют со временем и происходят от общих предков. В своей теории, развёрнутое изложение которой было опубликовано в 1859 году в книге «Происхождение видов», основным механизмом эволюции видов Дарвин назвал естественный отбор. Позднее развивал теорию полового отбора. Ему также принадлежит одно из первых обобщающих исследований о происхождении человека.
Дарвин опубликовал одну из первых работ по этологии «Выражение эмоций у человека и животных». Другими направлениями его исследований были создание модели возникновения коралловых рифов и определение законов наследственности. По итогам селекционных экспериментов Дарвин выдвинул гипотезу наследственности (пангенезис), которая так и не получила подтверждения.
Происхождение биологического разнообразия в результате эволюции было признано большинством биологов ещё при жизни Дарвина, в то время как его теория естественного отбора как основного механизма эволюции стала общепризнанной только в 50-х годах XX столетия с появлением синтетической теории эволюции. Идеи и открытия Дарвина в переработанном виде формируют фундамент современной синтетической теории эволюции и составляют основу биологии как обеспечивающие объяснение биоразнообразия. Термин «дарвинизм» используют для обозначения эволюционных моделей, восходящих в основе к идеям Дарвина, а в обыденной речи «дарвинизмом» часто называют эволюционную теорию и современный научный взгляд на эволюцию в целом.

## Биография

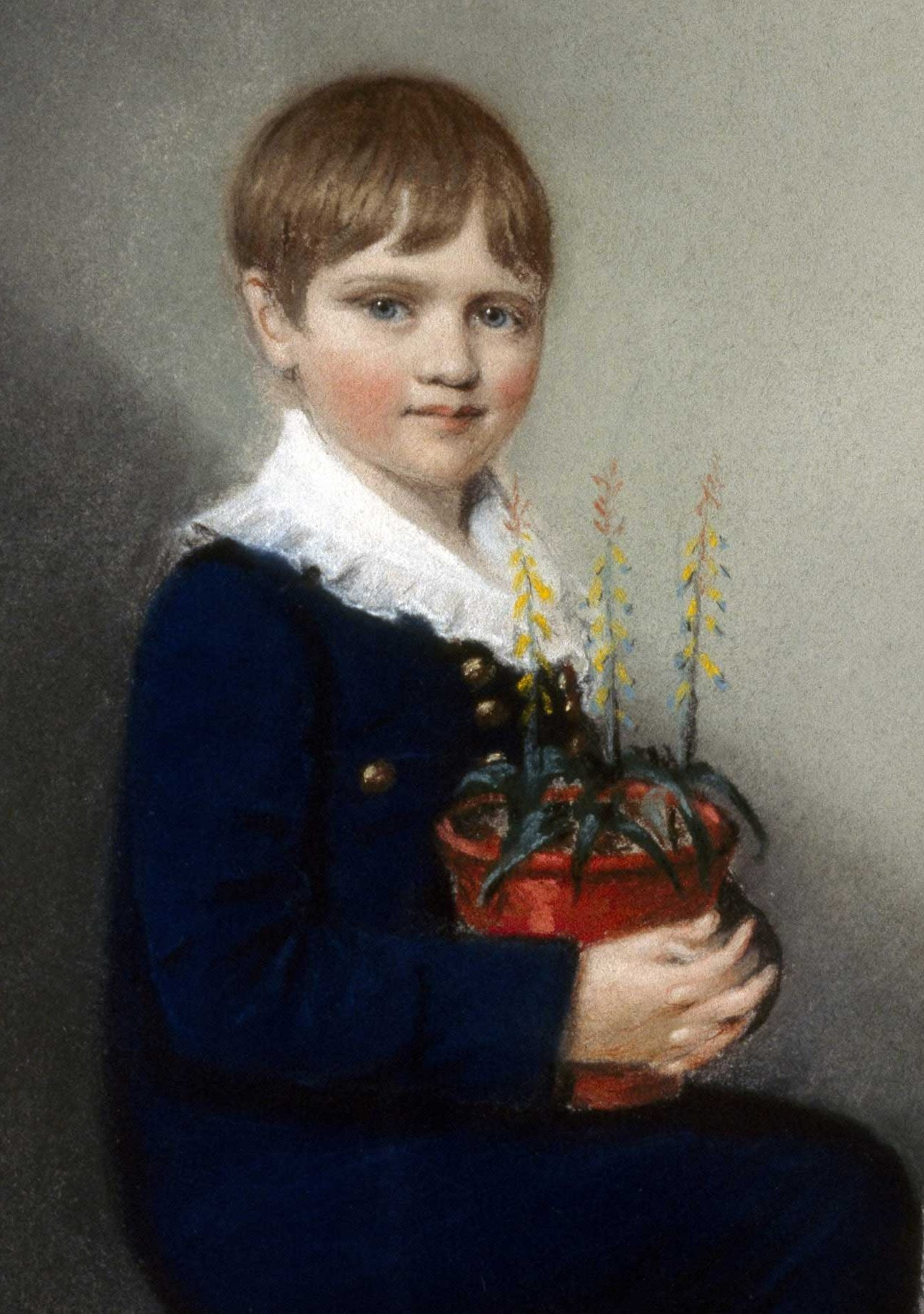
Чарлз Дарвин в возрасте семи лет (1816), за год до смерти его матери

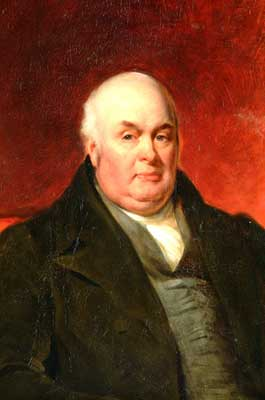
Отец Чарлза — Роберт Дарвин

Чарлз Дарвин родился 12 февраля 1809 года в Шрусбери, графство Шропшир, в родовом имении Маунт Хаус. Пятый из шести детей состоятельного врача и финансиста Роберта Дарвина (1766—1848) и Сюзанны Дарвин (1765—1817) (Susannah Darwin), урождённой Уэджвуд (англ. Wedgwood). Он является внуком учёного-натуралиста Эразма Дарвина (1731—1802) по отцовской линии и художника Джозайи Уэджвуда (1730—1795) по материнской. Оба семейства в значительной части принимали унитарианство, однако Уэджвуд были прихожанами англиканской церкви. Сам Роберт Дарвин был достаточно свободных взглядов и согласился с тем, чтобы маленький Чарлз получил причастие в Англиканской церкви, но в то же время Чарлз и его братья вместе с матерью посещали Унитарианскую церковь.
К тому времени как он поступил в дневную школу в 1817 году, восьмилетний Дарвин уже приобщился к естественной истории и коллекционированию. В этом году, в июле, умирает его мать, и воспитание 8-летнего мальчика целиком ложится на плечи отца, не всегда чутко прислушивавшегося к духовным запросам сына. С сентября 1818 года он вместе со старшим братом Эразмом (Erasmus Alvey Darwin) поступает на пансион в ближайшую англиканскую Школу Шрусбери (Shrewsbury School), где будущий натуралист, страстно любивший природу, должен был изучать «сухие для его живой души вещи», как классические языки и словесность. Немудрено, что он обнаружил полное отсутствие способностей и заставил своего учителя и окружающих безнадёжно махнуть на него рукой. Неспособный ученик элементарной школы через год гимназии начинает собирать коллекции бабочек, минералов, раковин. Потом появляется ещё одна страсть — охота. Отец и окружающие именно эти увлечения считали основной причиной неуспеваемости Чарлза, но их частые упрёки и даже угрозы научили его слушать только свой внутренний голос, а не внешние указания. К концу школьной жизни появилось новое увлечение — химия, и за это «пустое времяпрепровождение» он получил очень строгий выговор от директора гимназии. Гимназические годы закономерно закончились получением посредственного аттестата.
Перед тем как отправиться со своим братом Эразмом в университет Эдинбурга, летом 1825 года, он выступает в роли ассистента-ученика и помогает отцу в его медицинской практике, оказывая помощь беднякам Шропшира.

### Эдинбургский период жизни (1825—1827)
В Эдинбургском университете Дарвин изучал медицину. Во время обучения он понял, что лекции скучны, а хирургия причиняет страдания, поэтому он забрасывает обучение медицине. Вместо этого он начинает изучать таксидермию у Джона Эдмонстоуна, освобождённого чёрного раба, который получил свой опыт, сопровождая Чарльза Уотертона во время экспедиции в дождевые леса Южной Америки, и часто отзывался о нём, говоря: «очень приятный и эрудированный человек» (англ. very pleasant and intelligent man).
В 1826 году, будучи студентом кабинета естественной истории, он присоединился к Плиниевскому студенческому обществу, в котором активно обсуждался радикальный материализм. В это время он ассистирует Роберту Эдмонду Гранту в его исследованиях анатомии и жизненного цикла морских беспозвоночных. На заседаниях общества, в марте 1827 года, Дарвин представляет краткие сообщения о своих первых открытиях, которые меняли его взгляд на привычные вещи. В частности, он показал, что так называемые яйца мшанки Flustra обладают способностью самостоятельно двигаться при помощи ресничек и в действительности являются личинками; также он замечает, что маленькие шаровидные тела, которые считались молодыми стадиями водоросли Fucus loreus, представляют собою яйцевые коконы хоботной пиявки Pontobdella muricata. Однажды в присутствии Дарвина Грант восхвалял эволюционные идеи Ламарка. Дарвин был изумлён этой восторженной речью, но сохранил молчание. Незадолго до этого он почерпнул сходные идеи у своего деда — Эразма, прочтя его «Зоономию», и поэтому уже был в курсе противоречий этой теории. В течение второго года пребывания в Эдинбурге Дарвин посещает курс естественной истории Роберта Джемсона, который охватывал геологию, включая полемику между нептунистами и плутонистами. Однако тогда Дарвин не испытывал страсти к геологическим наукам, хотя получил достаточную подготовку, чтобы разумно судить об этом предмете. В тот же год он изучил классификацию растений и принимал участие в работе с обширными коллекциями в Университетском музее, одном из крупнейших музеев Европы того периода.

### Кембриджский период жизни (1828—1831)

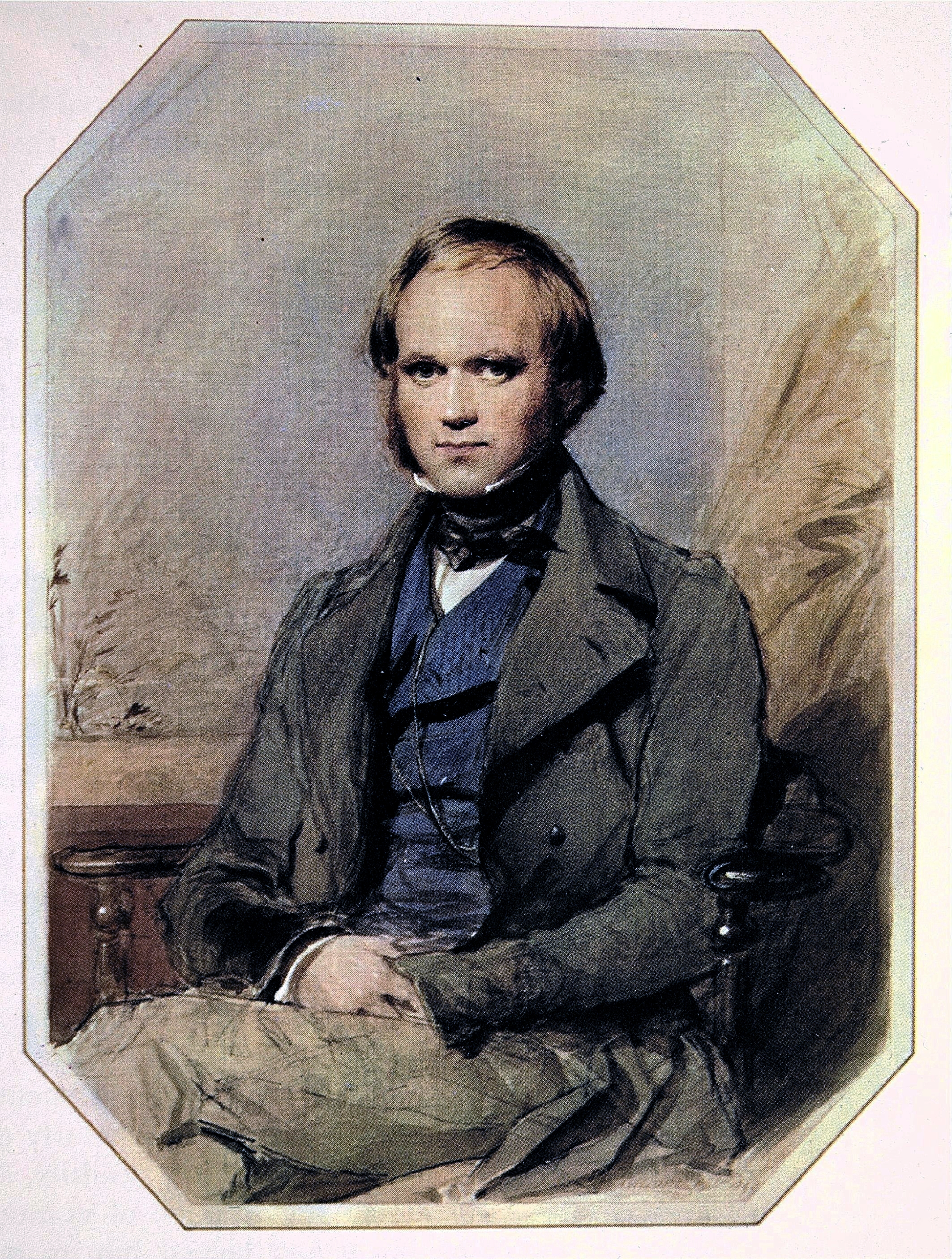
Ещё будучи молодым человеком, Дарвин стал членом научной элиты. (Портрет работы Джорджа Ричмонда, 1830-е годы)

Отец Дарвина, узнав, что сын забросил обучение медицине, был раздосадован и предложил ему поступить в колледж Христа Кембриджского университета и получить сан священника Англиканской церкви. По словам самого Дарвина, дни, проведённые в Эдинбурге, посеяли в нём сомнения в догматах англиканской церкви. В это время он старательно читает богословские книги, в конечном счёте убеждает себя в приемлемости церковных догматов и готовится к поступлению. Во время учёбы в Эдинбурге он забыл некоторые предметы, необходимые для поступления, и поэтому он занимается с частным преподавателем в Шрюсбери и поступает в Кембридж после рождественских каникул, в самом начале 1828 года.
По собственным словам, он не слишком углубился в обучение, посвящая больше времени верховой езде, стрельбе из ружья и охоте (благо посещение лекций было делом добровольным). Его кузен Уильям Фокс познакомил его с энтомологией и сблизил с людьми, увлекающимися коллекционированием насекомых. В результате у него просыпается страсть к коллекционированию жуков. Сам же Дарвин в подтверждение своего увлечения приводит следующую историю: «Однажды, сдирая с дерева кусок старой коры, я увидел двух редких жуков и схватил каждой рукой по одному из них, но тут я увидел третьего, какого-то нового рода, которого я никак не в состоянии был упустить, и я сунул того жука, которого держал в правой руке, в рот. Увы! Он выпустил какую-то чрезвычайно едкую жидкость, которая так обожгла мне язык, что я вынужден был выплюнуть жука, и я потерял его, так же как и третьего». Некоторые из его находок были опубликованы в книге Стивенса «Иллюстрации британской энтомологии» англ. «Illustrations of British entomology».

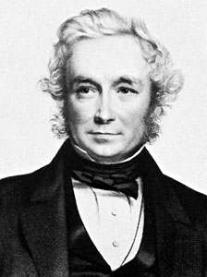
Генслоу, Джон Стивенс

Дарвин становится близким другом и последователем профессора ботаники Джона Стивенса Генслоу. Благодаря знакомству с Генслоу он познакомился и с другими ведущими натуралистами, становясь известным в их кругах как «тот, который гуляет с Генслоу» (англ. «the man who walks with Henslow»).
Когда приблизились экзамены, Дарвин сосредоточился на учёбе. В это время он читает «Доказательство Христианства» (англ. «Evidences of Christianity») Уильяма Пэйли, чей язык и изложение восхищают Дарвина. В заключении обучения, в январе 1831 года, Дарвин хорошо продвинулся в теологии, изучил классиков литературы, математику и физику, в итоге стал 10-м в списке из 178 успешно сдавших экзамен.
Дарвин оставался в Кембридже до июня. Он изучает труд Пэйли «Естественная Теология» (англ. «Natural Theology»), в котором автор приводит теологические аргументы для объяснения природы естества, объясняя адаптацию как воздействие Бога посредством законов природы. Он читает новую книгу Гершеля, которая описывает высочайшую цель естественной философии как постижение законов через индуктивные рассуждения, основанные на наблюдениях. Также особое внимание он уделяет книге Александра фон Гумбольдта «Личное повествование» (англ. «Personal Narrative»), в которой автор описывает свои путешествия. Описания острова Тенерифе, которые приводит Гумбольдт, заражают Дарвина и его друзей идеей отправиться туда по завершении обучения для занятий естественной историей в условиях тропиков. Для подготовки к этому он обучается на курсе геологии преподобного Адама Седжвика, а после отправляется с ним летом на картографирование пород в Уэльсе. Через две недели, вернувшись после непродолжительной геологической поездки по Северному Уэльсу, он находит письмо от Генслоу, в котором тот рекомендовал Дарвина как подходящего человека на неоплачиваемую должность натуралиста капитану «Бигля», Роберту Фицрою, под чьим командованием через четыре недели должна начаться экспедиция к берегам Южной Америки. Дарвин готов был тут же принять предложение, однако его отец возражал против такого рода приключения, поскольку считал, что пятилетний вояж — это не что иное, как трата времени впустую. Но своевременное вмешательство дяди Чарлза Джозайи Веджвуда II склоняет отца дать согласие.

### Путешествие натуралиста на корабле «Бигль» (1831—1836)

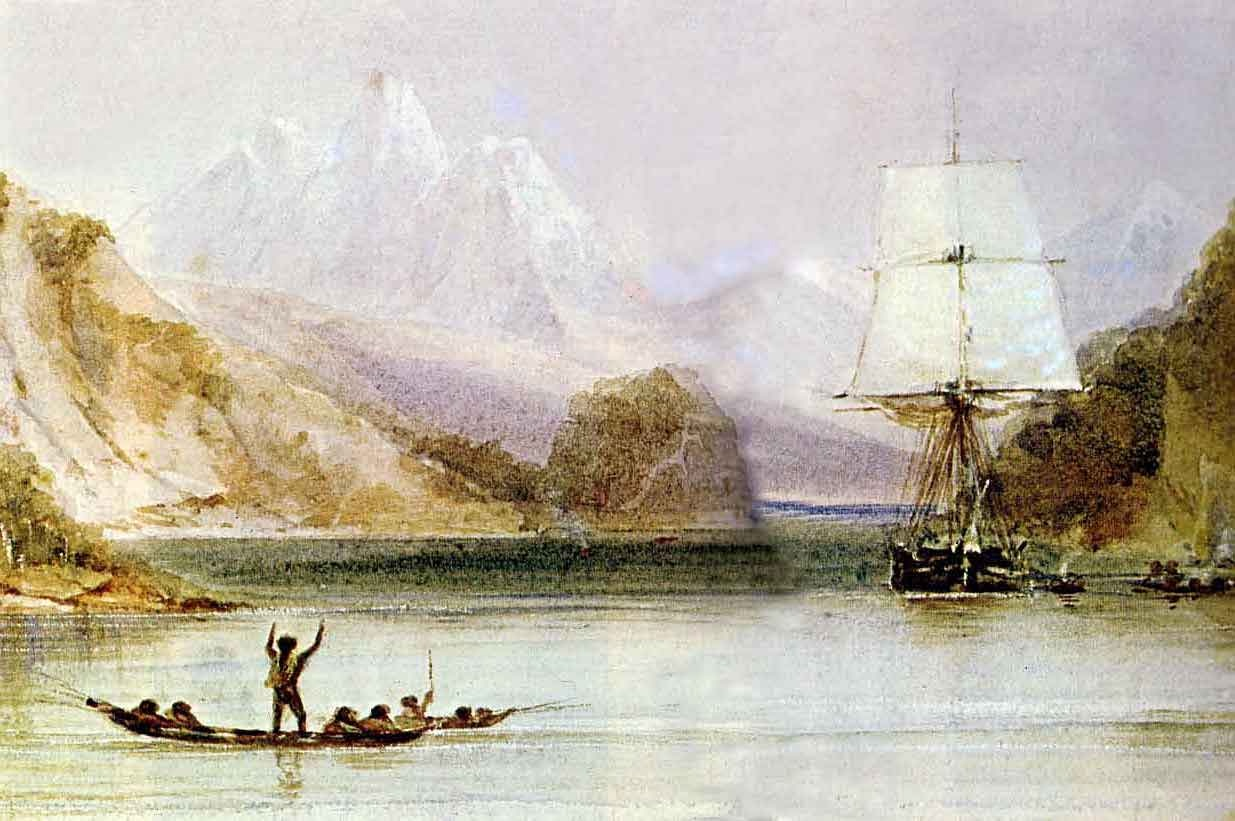
Пока Бигль производил съёмку береговой линии Южной Америки, Дарвин начал строить теории о чудесах природы, окружавших его

В 1831 году, по окончании университета, Дарвин в качестве натуралиста отправился в кругосветное путешествие на экспедиционном судне королевского флота «Бигль», откуда вернулся в Англию лишь 2 октября 1836 года. Путешествие продолжалось без малого пять лет. Большую часть времени Дарвин проводит на берегу, изучая геологию и собирая коллекции по естественной истории, в то время как «Бигль» под руководством Фицроя осуществлял гидрографическую и картографическую съёмку побережья. В течение путешествия он тщательно записывает свои наблюдения и теоретические выкладки. Время от времени, как только для этого представлялся удобный случай, Дарвин отсылает копии заметок в Кембридж вместе с письмами, включающими копии отдельных частей его дневника, для родственников. За время путешествия он сделал ряд описаний геологии различных районов, собрал коллекцию животных, а также сделал краткое описание внешнего строения и анатомии многих морских беспозвоночных. В других областях, в которых Дарвин был несведущ, он проявил себя искусным коллекционером, собрав экземпляры для изучения их специалистами. Несмотря на частые случаи плохого самочувствия связанные с морской болезнью, Дарвин продолжал исследования и на борту судна; большинство его заметок по зоологии были о морских беспозвоночных, которых он коллекционировал и описывал во времена затишья на море.
Во время первой остановки у берегов Сантьягу Дарвин обнаруживает интересное явление — вулканические скалы с раковинами и кораллами, спёкшимися под действием высокой температуры лавы в твёрдую белую породу. Фицрой даёт ему первый том «Основ геологии» (англ. ”Principles of Geology”) Чарлза Лайелля, где автор формулирует концепции униформизма в трактовке геологических изменений в течение длительного периода[II]. И уже самые первые исследования, произведённые Дарвином на Сантьягу на островах Зелёного Мыса, показало превосходство метода, применённого Лайеллем. Впоследствии Дарвин принимает и использует подход Лайелля для теоретических построений и размышлений при написании книг по геологии.

Плавание корабля «Бигль»

В месте Пунта-Альта, что в Патагонии, он делает важное открытие: Дарвин обнаруживает окаменевшее гигантское исчезнувшее млекопитающее. Важность находки подчёркивается тем, что ископаемые остатки этого животного находились в породах рядом с раковинами современных видов моллюсков, что косвенно указывает на недавнее исчезновение без признаков изменения климата или катастрофы. Он определяет находку как малоизвестного мегатерия, с костным панцирем, который, по его первому впечатлению, походил на гигантскую версию местного броненосца. Эта находка породила огромный интерес, когда достигла берегов Англии. Во время поездки с местными гаучо во внутренние районы страны для описания геологии и сборов коллекций ископаемых остатков он приобретает представления о социальных, политических и антропологических аспектах взаимодействия коренных народностей и колонистов в период революции. Он также замечает, что две разновидности страуса нанду имеют различные, но перекрывающиеся ареалы. Продвигаясь далее на юг, он обнаруживает ступенчатые равнины, выложенные галькой и раковинами моллюсков, наподобие морских террас, отражающие серию поднятий суши. Читая второй том Лайеля, Дарвин принимает его точку зрения на «центры сотворения» видов, но его находки и размышления заставляют его подвергать сомнению идеи Лайеля о постоянстве и исчезновении видов.
На борту находилось трое огнеземельцев, которых забрали в Англию во время прошлой экспедиции «Бигля» около февраля 1830. Они провели год в Англии и теперь были возвращены обратно на Огненную Землю в качестве миссионеров. Дарвин нашёл этих людей дружественными и цивилизованными, в то время как их соплеменники выглядели «жалкими, деградировавшими дикарями», непохожими на этих троих ровно настолько же, насколько отличались домашние и дикие животные между собой. Для Дарвина эти различия в первую очередь продемонстрировали значение культурного превосходства, но никак не расовую неполноценность. В отличие от его учёных друзей, теперь он думал, что не существует непреодолимой пропасти между человеком и животными. Через год эта миссия была заброшена. Огнеземелец, которого назвали Джемми Баттоном (англ. Jemmy Button), стал жить так же, как и другие аборигены: у него была жена и не было никакого желания возвращаться в Англию.
В Чили Дарвин стал свидетелем сильного землетрясения, произошедшего 20 февраля 1835 года, и видел признаки, указывающие на то, что земля только что поднялась. Этот поднявшийся пласт включал раковины двустворчатых моллюсков, которые оказались выше уровня высокого прилива. Высоко в Андах он также обнаружил раковины моллюсков и несколько видов ископаемых деревьев, которые обычно растут на песчаных пляжах. Его теоретические размышления привели его к тому, что, подобно тому как при поднятиях суши раковины оказываются высоко в горах, при опусканиях участков морского дна океанические острова уходят под воду, и при этом вокруг островов из береговых коралловых рифов формируются барьерные рифы, а затем атоллы.
На Галапагосских островах Дарвин заметил, что некоторые представители из семейства пересмешниковых отличаются от таковых в Чили и отличаются друг от друга на разных островах. Он также слышал, что панцири сухопутных черепах слегка варьируют по форме, указывая на остров происхождения.
Увиденные им в Австралии сумчатые кенгуровые крысы и утконос представлялись такими странными, что это навело Дарвина на мысль о том, будто как минимум два творца одновременно трудились, создавая этот мир. Он нашёл, что аборигены Австралии «обходительные и славные», и заметил быстрое сокращение их численности под натиском европейской колонизации.
«Бигль» обследует атоллы Кокосовых островов с целью выяснить механизмы их формирования. Успех этого исследования во многом был определён теоретическими размышлениями Дарвина. Фицрой начал писать официальное изложение путешествия «Бигля» и, прочтя дневник Дарвина, предложил включить в отчёт и эти записки натуралиста.
За время путешествия Дарвин побывал на острове Тенерифе, островах Зелёного Мыса, на побережье Бразилии, в Аргентине, Уругвае, на Огненной Земле, в Тасмании и на Кокосовых островах, откуда привёз большое количество наблюдений. Результаты он изложил в трудах «Дневник изысканий натуралиста» (The Journal of a Naturalist, 1839), «Зоология путешествия на корабле „Бигль“» (Zoology of the Voyage on the Beagle, 1840), «Строение и распределение коралловых рифов» (The Structure and Distribution of Coral Reefs, 1842) и др. Одним из интересных природных явлений, впервые описанных Дарвином в научной литературе, были ледяные формации особой формы — «кающиеся снега», образующиеся на поверхности ледников в Андах.

### Дарвин и Фицрой

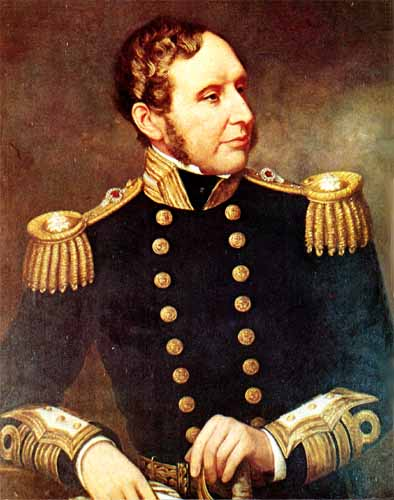
Капитан Роберт Фицрой

Перед тем как отправиться в путешествие, Дарвин встречался с Фицроем. Впоследствии капитан вспоминал эту встречу и говорил, что Дарвин очень серьёзно рисковал быть отвергнутым из-за формы его носа. Будучи приверженцем учения Лафатера, он полагал, что существует связь между характером человека и чертами его внешности, и поэтому он сомневался, что человек с таким носом, как у Дарвина, мог обладать энергией и решимостью, достаточными для того, чтобы совершить путешествие. Несмотря на то, что «нрав у Фицроя был самый несносный», «он обладал многими благородными чертами: был верен своему долгу, чрезвычайно великодушен, смел, решителен, обладал неукротимой энергией и был искренним другом всех, кто находился под его началом». Сам Дарвин отмечает, что отношение капитана к нему было очень хорошим, «но ужиться с этим человеком при той близости, которая была неизбежна для нас, обедавших за одним столом вдвоём с ним в его каюте, было трудно. Несколько раз мы ссорились, ибо, впадая в раздражение, он совершенно терял способность рассуждать». В то же время в одном из донесений, отправленных с «Бигля», Фицрой писал Бофорту, причастному к появлению на корабле Дарвина: «Я думаю, Вы согласитесь, что мой сотрапезник с лихвой заплатил за место на борту корабля». Тем не менее между ними были серьёзные разногласия на почве политических взглядов. Фицрой был убеждённым консерватором, защитником рабства негров, поощрял колониальную политику английского правительства. Будучи глубоко религиозным человеком, сторонником церковной догмы, Фицрой не в состоянии был понять сомнений Дарвина в вопросе о неизменности видов. Впоследствии он негодовал на Дарвина за то, что он «издал столь кощунственную книгу, как Происхождение видов».

### Научная деятельность после возвращения
В 1838—1841 годах Дарвин был секретарём Лондонского геологического общества. В 1839 году женился, а в 1842-м супруги переехали из Лондона в Даун (графство Кент), где стали жить постоянно. Здесь Дарвин вёл уединённую и размеренную жизнь учёного и писателя.
Умер Дарвин в Дауне (графство Кент) 19 апреля 1882 года. Похоронен в Лондоне в Вестминстерском аббатстве — пантеоне выдающихся деятелей Великобритании.

## Основные научные труды

### Ранние работы (до «Происхождения видов»)
Вскоре после возвращения Дарвин издал книгу, известную под сокращённым названием «Путешествие натуралиста вокруг света на корабле „Бигль“» (1839). Она имела большой успех, и второе, расширенное издание (1845) было переведено на многие европейские языки и множество раз переиздавалось. Дарвин принял также участие в написании пятитомной монографии «Зоология путешествия» (1842). Как зоолог, Дарвин выбрал объектом своего изучения усоногих раков и вскоре стал лучшим в мире специалистом по этой группе. Он написал и издал четырёхтомную монографию «Усоногие раки» (Monograph on the Cirripedia, 1851—1854), которой зоологи пользуются до сих пор.

### История написания и издания «Происхождения видов»
С 1837 года Дарвин начал вести дневник, в который вносил данные о породах домашних животных и сортах растений, а также соображения о естественном отборе. В 1842 году написал первый очерк о происхождении видов. Начиная с 1855 года Дарвин переписывался с американским ботаником А. Греем, которому через два года и изложил свои идеи. Под влиянием английского геолога и естествоиспытателя Ч. Лайеля Дарвин в 1856 году начал готовить третий, расширенный вариант книги. В июне 1858 года, когда работа была выполнена наполовину, получил письмо от английского натуралиста А. Р. Уоллеса с рукописью статьи последнего. В этой статье Дарвин обнаружил сокращённое изложение своей собственной теории естественного отбора. Два натуралиста независимо и одновременно разработали идентичные теории. На обоих оказала влияние работа Т. Р. Мальтуса о народонаселении, обоим были известны взгляды Лайеля, оба изучали фауну, флору и геологические формации групп островов и обнаружили значительные различия между населяющими их видами. Дарвин отослал Лайелю рукопись Уоллеса вместе со своим собственным очерком, а также набросками его второго варианта (1844) и копией своего письма к А. Грею (1857). Лайель обратился за советом к английскому ботанику Джозефу Гукеру, и 1 июля 1858 года они вместе представили Линнеевскому обществу в Лондоне обе работы («О склонности видов к изменчивости»).
В 1859 году Дарвин опубликовал труд «О происхождении видов с помощью естественного отбора или о сохранении благоприятных рас в борьбе за жизнь» (On the Origin of Species by Means of Natural Selection, or the Preservation of Favoured Races in the Struggle for Life), где показал изменчивость видов растений и животных, их естественное происхождение от более ранних видов. Первый тираж в 1250 экземпляров был полностью распродан в течение двух дней. Книга издаётся и продаётся до сих пор.

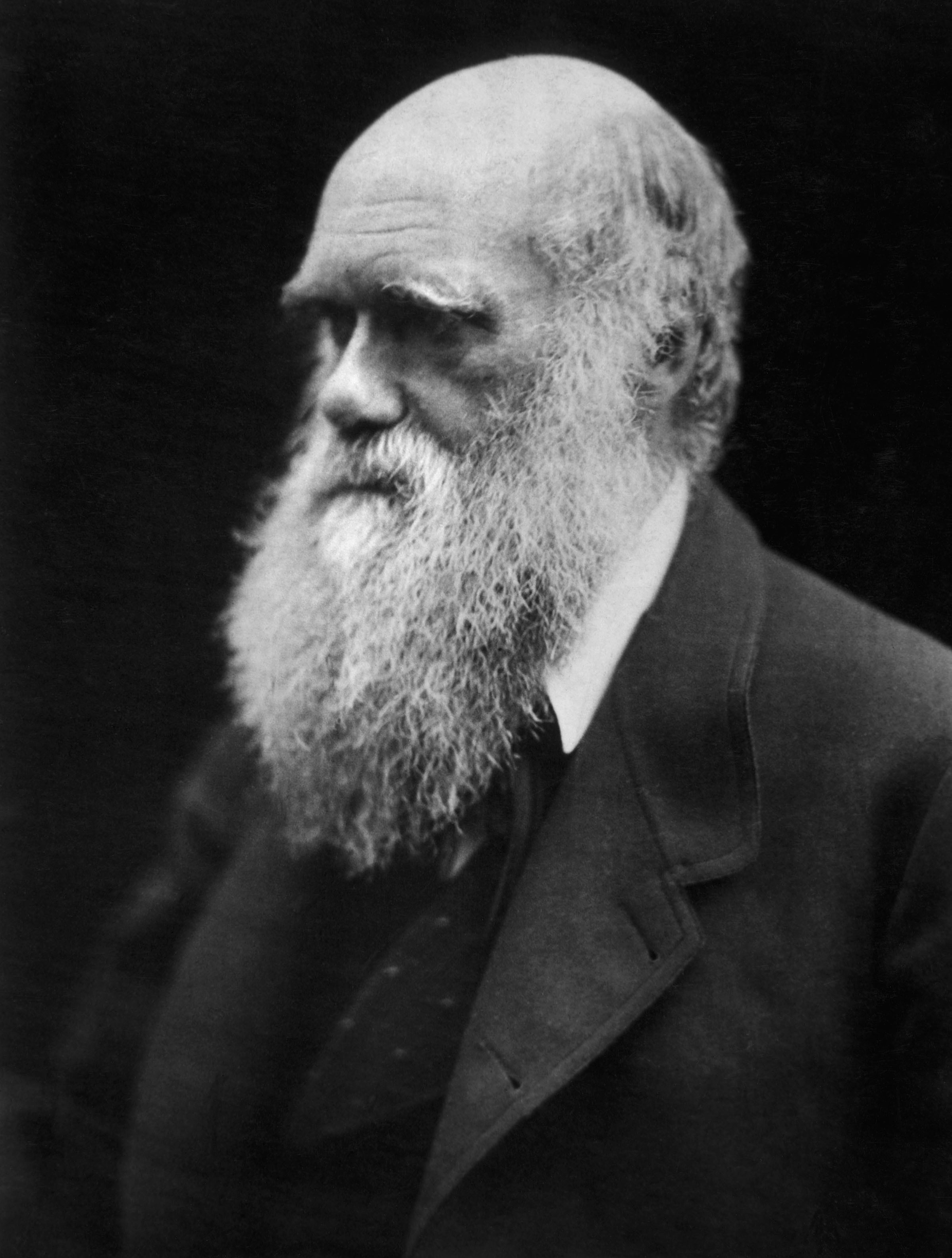
Фото 1868 года

### Поздние работы (после «Происхождения видов»)
В 1868 году Дарвин опубликовал свой второй труд на тему эволюции — «Изменение животных и растений в домашнем состоянии» (The Variation of Animals and Plants under Domestication), в который вошло множество примеров эволюции организмов. В 1871 году появился ещё один важный труд Дарвина — «Происхождение человека и половой отбор» (The Descent of Man, and Selection in Relation to Sex), где Дарвин привёл аргументы в пользу естественного происхождения человека от животных (обезьяноподобных предков). Работа «Происхождение видов» была опубликована  в 1859 году, а «Происхождение человека» — в 1871 году, хотя работы, по сути своей, взаимосвязаны. Такой длинный промежуток между трудами известный антрополог Яков Яковлевич Рогинский обосновал нескольким факторами, один из которых — возможное появление нападок со стороны общественности на учёного, так как современники считали кровное родство животных и человека принижением человеческого достоинства и безнравственностью.
Среди других известных поздних работ Дарвина — «Опыление у орхидных» (The Fertilization of Orchids, 1862); «Выражение эмоций у человека и животных» (The Expression of the Emotions in Man and Animals, 1872); «Действие перекрёстного опыления и самоопыления в растительном мире» (The Effects of Cross- and Self-Fertilization in the Vegetable Kingdom, 1876).
Последняя монография Дарвина ознаменовала завершение его исследования дождевых червей, начатого ещё в 1837 году. В ряде экспериментов, в том числе длившихся десятилетиями, он продемонстрировал ключевую роль этих беспозвоночных в формировании верхнего слоя почвы, в изменении её состава и текстуры, а также в постепенном погребении лежащих на поверхности предметов. Кроме того, Дарвин первым подробно описал поведение этих червей (кроме репродуктивного), питание и пищевые предпочтения, устройство норок, восприимчивость к внешним стимулам. Именно благодаря его работе стала понятна экологическая значимость почвенных олигохет, которых до тех пор многие считали не только незначительными животными, но даже вредителями. На русском языке эта книга вышла уже в 1882 году, параллельно в двух переводах: М. А. Мензбира («Образование растительного слоя деятельностью дождевых червей и наблюдения над образом жизни последних») и М. Линдемана («Образование почвенного слоя дождевыми червями и наблюдения над их образом жизни»).

## Дарвин и религия

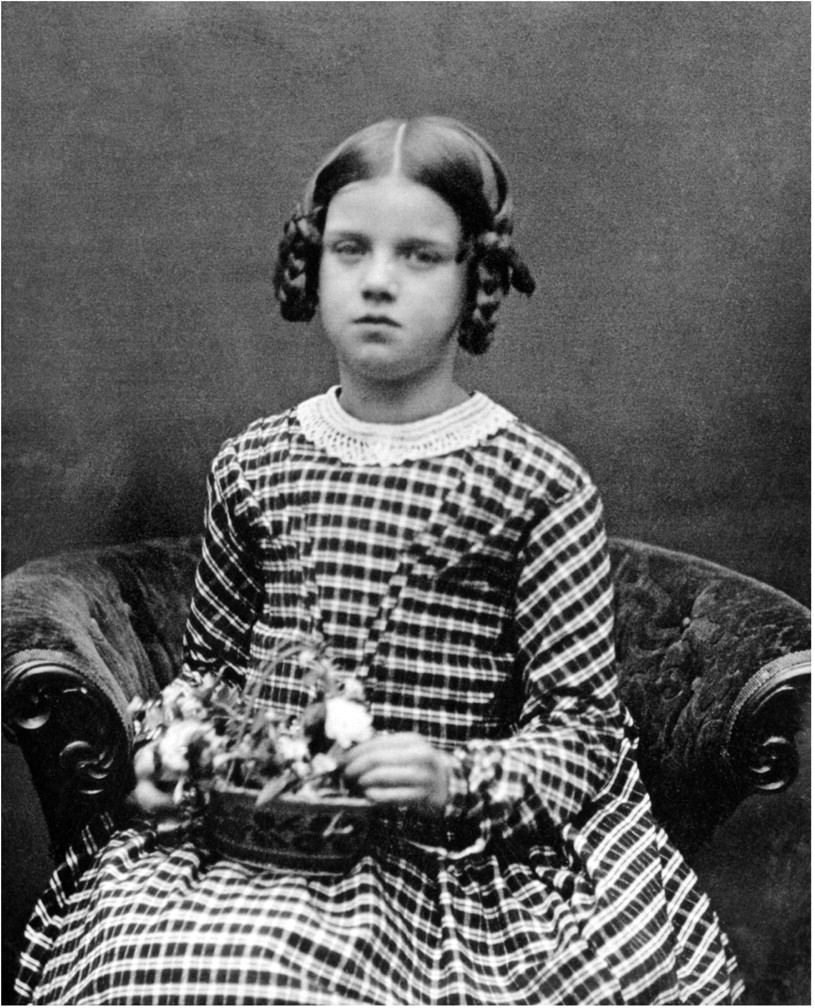
Смерть дочери Энни в 1851 году стала последней каплей, которая отвратила уже сомневающегося Дарвина от идеи всеблагого Бога

Чарлз Дарвин происходил из нонконформистской унитарианской среды. Хотя некоторые члены его семьи открыто отрицали традиционные религиозные верования, он сам поначалу не подвергал сомнению буквальную истинность Библии. Он ходил в англиканскую школу, затем в Кембридже изучал англиканскую теологию, чтобы стать пастором, и был полностью убеждён телеологическим аргументом Уильяма Пейли, согласно которому разумное устройство, видимое в природе, доказывает существование Бога. Однако его вера начала колебаться во время путешествия на «Бигле». Дарвин подвергал сомнению данные представления, удивляясь, например, прелестным глубоководным существам, обитающим в таких глубинах, в которых никто не смог бы насладиться их видом, содрогаясь при виде осы, парализующей гусениц, которые должны послужить живой пищей для её личинок. В последнем примере он видел явное противоречие представлениям Пейли о всеблагом мироустройстве. Путешествуя на «Бигле», Дарвин всё ещё придерживался вполне ортодоксальных взглядов и вполне мог ссылаться на авторитет Библии в вопросах морали, однако постепенно начал рассматривать креационную концепцию как ложную и не заслуживающую доверия: «… пришёл к сознанию того, что Ветхий Завет с его до очевидности ложной историей мира, с его вавилонской башней, радугой в качестве знамения завета и пр. и пр., … заслуживает доверия не в большей мере, чем священные книги индусов или верования какого-нибудь дикаря».
По возвращении он приступил к сбору доказательств изменяемости видов. Он знал, что его религиозные друзья-натуралисты считают подобные взгляды ересью, подрывающей чудесные объяснения социального порядка, и понимал, что столь революционные идеи будут встречены особенно негостеприимно в то время, когда позиции Англиканской церкви оказались под огнём радикальных диссентеров и атеистов. Втайне развивая свою теорию естественного отбора, Дарвин даже писал о религии как о племенной стратегии выживания, веря в Бога как в верховное существо, определяющее законы этого мира. Его вера постепенно ослабевала со временем, и со смертью его дочери Энни в 1851 году Чарлз Дарвин, наконец, потерял всякую веру в христианство. Он продолжал оказывать поддержку местной церкви и помогал прихожанам в общих делах, однако по воскресеньям, когда вся семья направлялась в церковь, уходил на прогулку. Позже, когда Дарвина спрашивали о религиозных взглядах, он писал:

Я никогда не был атеистом в том смысле, что не отрицал существование Бога. Я думаю, что в целом (и все больше и больше с возрастом), но не всегда, что «агностик» было бы наиболее правильным описанием моего душевного состояния.
Оригинальный текст (англ.) I have never been an atheist in the sense of denying the existence of a God.— I think that generally (& more and more so as I grow older) but not always, that an agnostic would be the most correct description of my state of mind.
— Из письма Джону Фордайсу
Наряду с этим отдельные высказывания Дарвина можно расценивать как деистические и антихристианские. Так, шестое издание «Происхождения видов» (1872) заканчивается словами в духе деизма: «Есть величие в этом воззрении, по которому жизнь с её различными проявлениями Творец первоначально вдохнул в одну или ограниченное число форм; и, между тем как наша планета продолжает вращаться, согласно неизменным законам тяготения, из такого простого начала развилось и продолжает развиваться бесконечное число самых прекрасных и самых изумительных форм». При этом Дарвин отмечал, что представление о разумном Творце как первопричине «сильно владело мною приблизительно в то время, когда я писал „Происхождение видов“, но именно с этого времени его значение для меня начало, крайне медленно и не без многих колебаний, всё более и более ослабевать». Как атеистические, можно расценивать высказывания Дарвина в его письме Гукеру (1868): «…не согласен, что статья правильная, я нахожу чудовищным утверждение, будто религия не направлена против науки… однако когда я говорю, что она неправильна, я отнюдь не уверен, не было ли бы самым разумным для людей науки полностью игнорировать всю область религии». В «Автобиографии» Дарвин писал: «Так понемногу закрадывалось в мою душу неверие, и в конце концов я стал совершенно неверующим. Но происходило это настолько медленно, что я не чувствовал никакого огорчения и никогда с тех пор даже на единую секунду не усомнился в правильности моего заключения. И в самом деле, вряд ли я в состоянии понять, каким образом кто бы то ни было мог бы желать, чтобы христианское учение оказалось истинным; ибо если оно таково, то незамысловатый текст [Евангелия] показывает, по-видимому, что люди неверующие — а в их число надо было бы включить моего отца, моего брата и почти всех моих лучших друзей — понесут вечное наказание. Отвратительное учение!». В то же время сам Дарвин был теистом, описывая себя так в том числе и после публикации своей основной работы.
В написанной им биографии деда Эразма Дарвина Чарлз упоминал о ложных слухах, согласно которым Эразм взывал к Господу на смертном одре. Весьма сходные истории сопровождали кончину самого Чарлза. Наибольшую известность из них приобрела так называемая «история леди Хоуп», английской проповедницы, опубликованная в 1915 году, в которой утверждалось, что Дарвин претерпел религиозное обращение во время болезни незадолго до смерти. Подобные истории активно распространялись разного рода религиозными группами и в конце концов приобрели статус городских легенд, однако они были опровергнуты детьми Дарвина и отброшены историками как ложные.

## Семья
29 января 1839 года Чарлз Дарвин женился на своей кузине, Эмме Уэджвуд. Церемония бракосочетания была проведена в традициях Англиканской церкви и в соответствии с унитарианскими традициями. Сначала пара жила на Gower Street в Лондоне, затем, 17 сентября 1842 года, переехала в Даун (графство Кент). У Дарвинов было десять детей, трое из которых умерли в раннем возрасте. Многие из детей и внуков сами достигли значительных успехов.
- Уильям Эразм Дарвин (англ. William Erasmus Darwin; 27 декабря 1839 — 8 сентября 1914) — старший сын Дарвина, выпускник Колледжа Христа в Кембриджском университете, работал банкиром в Саутгемптоне, женился на Саре Ашбурнер родом из Нью-Йорка, детей не было.
- Энни Элизабет Дарвин (англ. Anne Elizabeth Darwin; 2 марта 1841 — 23 апреля 1851) — умерла в возрасте десяти лет (вероятно от туберкулёза), её смерть радикально изменила взгляды Дарвина на христианство.
- Мэри Элеанор Дарвин (англ. Mary Eleanor Darwin) (23 сентября 1842 — 16 октября 1842) — умерла во младенчестве.
- Генриетта Эмма (Этти) Дарвин (25 сентября 1843 — 17 декабря 1927) — была замужем за Ричардом Бакли Личфилдом, детей не было, дожила до 84 лет; в 1904 году опубликовала личные письма матери.
- Джордж Говард Дарвин (англ. George Howard Darwin) (9 июля 1845 — 7 декабря 1912) — астроном и математик. Был женат на Мод дю Пюи (Maud Du Puy), дочери филадельфийского инженера-изобретателя. Пятеро детей.
- Элизабет (Бесси) Дарвин (англ. Elizabeth Darwin; 8 июля 1847—1926) — дожила до 78 лет, замужем не была, детей не имела.
- Фрэнсис Дарвин (16 августа 1848 — 19 сентября 1925) — ботаник. Трижды женат. Двое детей от первых двух браков.
- Леонард Дарвин (15 января 1850 — 26 марта 1943) — председатель Королевского географического общества. Детей не имел.
- Гораций Дарвин (13 мая 1851 — 29 сентября 1928) — инженер, мэр Кембриджа. Был женат на Эмме Фаррер. Трое детей.
- Чарлз Уоринг Дарвин (англ. Charles Waring Darwin; 6 декабря 1856 — 28 июня 1858) — умер в раннем детстве.

Некоторые из детей были болезненны или слабы, и Чарлз Дарвин боялся, что причина этого в их родственной близости с Эммой, что было отражено в его работах по болезненности потомков от близкородственного скрещивания и преимуществах далёких скрещиваний.

## Награды и знаки отличия
Был удостоен множества наград от научных обществ Великобритании и других европейских стран, такие как медаль Копли, медаль Волластона, Королевская медаль.
В честь учёного были назначены две награды: медаль Дарвина и плакетка Дарвина, которые ежегодно вручаются Лондонским королевским обществом за выдающиеся достижения в биологии и тех областях науки, в которых работал Чарлз Дарвин.

## Память

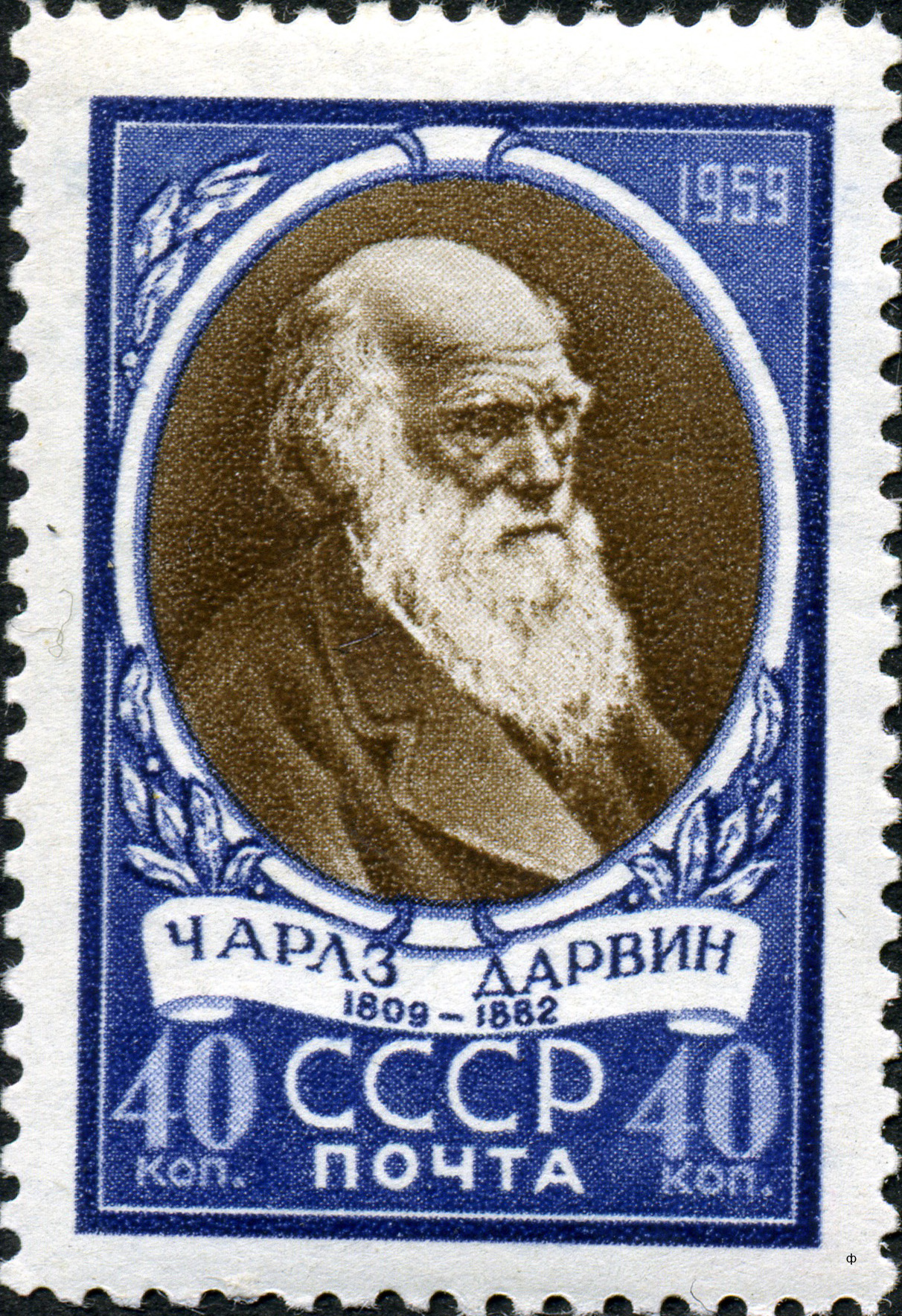
Почтовая марка СССР, 1959 год

В 1909, 1959 и 2009 годах проводились значительные празднования вокруг фигуры Дарвина и теории эволюции.
В честь Дарвина были названы:
Географические объекты
- Остров в Галапагосском архипелаге и природная арка возле него
- Вулкан на острове Исабела
- Гора на Огненной Земле
- город Дарвин на севере Австралии
- Кратер Дарвин на видимой стороне Луны
- Кратер Дарвин[англ.] на Марсе

Животные
- Дарвинов нанду
- Нотура Дарвина
- Термит дарвинов

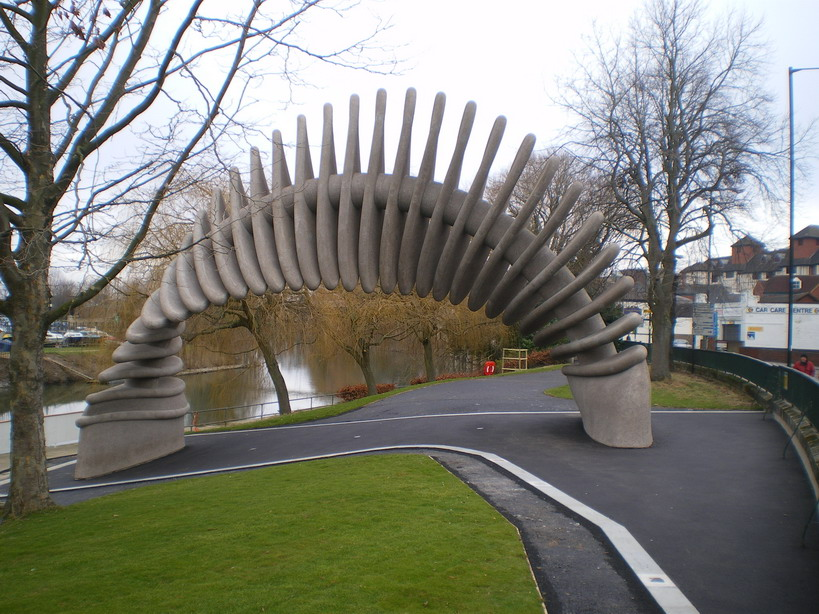
Скульптура «Квантовый скачок», установленная в честь двухсотлетия учёного в его родном городе Шрусбери

- Darwinius masillae — ископаемый архаичный примат из эоцена Германии
- Puijila darwini — ископаемый тюленеподобный хищник из миоцена Канады
- Darwinilus — род жуков семейства стафилиниды
- Ovis ammon darwini — гобийский подвид горного барана
- Darwinopterus

Растения
- Канатник Дарвина

Награды
- Премия Дарвина
- Медаль Дарвина
- Плакетка Дарвина[нем.]

Портрет Дарвина размещён на британской монете достоинством 2 фунта 2009 года (выпущена в честь двухсот лет со дня рождения) и на банкноте в 10 фунтов выпуска 2000 года.

## Цитаты
- «Нет ничего более замечательного, чем распространение религиозного неверия, или рационализма, на протяжении второй половины моей жизни»[51]
- «Не существует доказательств, что человек был изначально одарён облагораживающей верой в существование всемогущего Бога»[58]
- «Чем больше мы познаём неизменные законы природы, тем всё более невероятными становятся для нас чудеса»[51]
- «Есть величие в этом воззрении, по которому жизнь с её различными проявлениями Творец первоначально вдохнул в одну или ограниченное число форм; и между тем как наша планета продолжает вращаться согласно неизменным законам тяготения, из такого простого начала развилось и продолжает развиваться бесконечное число самых прекрасных и самых изумительных форм»[59].
- «Белый человек, сделавший чёрного рабом, хочет смотреть на него как на животное. Но я верю: те, кто поднимется выше предубеждений, возвысит человеческую натуру. Человеку нравится думать, что он богоподобен… по крайней мере, каждый народ так думает о себе. Человечество высокомерно считает себя величайшим божьим творением, а я думаю, более смиренно считать себя потомками животных».

## В культуре
В 1872 году в России начальник управления по делам печати Михаил Лонгинов пытался запретить издание трудов Чарлза Дарвина. В ответ на это поэт Алексей Константинович Толстой написал сатирическое «Послание к М. Н. Лонгинову о дарвинизме». В этом «Послании…» были следующие строки:
…Отчего б не понемногу

Введены во бытиё мы?

Иль не хочешь ли уж Богу

Ты предписывать приёмы?

Способ, как творил Создатель,

Что считал он боле кстати, —

Знать не может Председатель

Комитета по печати.

Ограничивать так смело

Всесторонность Божьей власти

Ведь такое, Миша, дело

Пахнет ересью отчасти…
В 2009 году вышел биографический фильм о Чарлзе Дарвине «Происхождение» британского режиссёра Джона Эмиела. В главной роли Пол Беттани. В 2010 году вышел документальный фильм «Дарвин: от эволюции к революции», Франция.. Чарлз Дарвин является главным персонажем в рассказе Виктора Пелевина «Происхождение видов».
По данным опроса, проведённого в 2002 году телерадиовещательной компанией Би-би-си, Дарвин занял четвёртое место в списке ста величайших британцев в истории. Чарлз Дарвин набрал 4 тысячи голосов на выборах в Конгресс США в ноябре 2012 года в штате Джорджия.